# Classe ATC A07
La classe ATC A07, dénommée « Antidiarrhéiques, anti-inflammatoires intestinaux/agents anti-infectieux », est un sous-groupe thérapeutique de la classification anatomique, thérapeutique et chimique, développée par l'OMS pour classer les médicaments et autres produits médicaux. La classe ATC vétérinaire correspondante dans la classification ATCvet est QA07. Le sous-groupe présenté ici est celui établi par l'OMS, et peut donc différer des versions dérivées utilisées dans certains pays. Il fait partie du groupe anatomique A de la classification, intitulé « Système digestif et métabolisme ».

## A07A Antiseptiques intestinaux

### A07AAAntibiotiques
A07AA01 Néomycine
A07AA02 Nystatine
A07AA03 Natamycine
A07AA04 Streptomycine
A07AA05 Polymyxine B
A07AA06 Paromomycine
A07AA07 Amphotéricine B
A07AA08 Kanamycine
A07AA09 Vancomycine
A07AA10 Colistine
A07AA11 Rifaximine
A07AA12 Fidaxomicine
A07AA51 Néomycine, associations
A07AA54 Streptomycine, associations
QA07AA90 Dihydrostreptomycine
QA07AA91 Gentamicine
QA07AA92 Apramycine
QA07AA93 Bacitracine
QA07AA94 Enramycine
QA07AA95 Avilamycine
QA07AA98 Colistine, associations avec d'autres antibactériens
QA07AA99 Antibiotiques, associations

### A07ABSulfamidés
A07AB02 Phtalylsulfathiazole
A07AB03 Sulfaguanidine
A07AB04 Succinylsulfathiazole
QA07AB20 Sulfamides, associations
QA07AB90 Formosulfathiazole
QA07AB92 Phthalylsulfathiazole, associations
QA07AB99 Associations

### A07AC Dérivés de l'imidazole
A07AC01 Miconazole

### A07AX Autres antiseptiques intestinaux
A07AX01 Broxyquinoline
A07AX02 Acétarsol
A07AX03 Nifuroxazide
A07AX04 Nifurzide
QA07AX90 Poly (2-propenal, 2-acide propénoique)

## A07B Adsorbants intestinaux

### A07BA Préparations à base decharbon activé
A07BA01 Charbon médicinal
A07BA51 Charbon médicinal, associations

### A07BC Autres adsorbants intestinaux
A07BC01 Pectine
A07BC02 kaolin
A07BC03 Crospovidone
A07BC04 Attapulgite
A07BC05 Diosmectite
A07BC30 Associations
A07BC54 Attapulgite, associations

## A07CÉlectrolytesethydrates de carbone

### A07CA Formules desels réhydratants
(Le sous groupe A07CA est réservé à la classification ATC humaine)

### QA07CQ Formules de réhydratation orale à usage vétérinaire
QA07CQ01 Électrolytes oraux
QA07CQ02 Électrolytes oraux et hydrates de carbone

## A07DAntipropulsivants

### A07DA Antipropulsivants
A07DA01 Diphénoxylate
A07DA02 Opium
A07DA03 Lopéramide
A07DA04 Difénoxine
A07DA05 oxyde de lopéramide
A07DA06 Eluxadoline
A07DA52 Morphine, associations
A07DA53 Lopéramide, associations

## A07E Anti-inflammatoires intestinaux

### A07EA Corticostéroïdes locaux
A07EA01 Prednisolone
A07EA02 Hydrocortisone
A07EA03 Prednisone
A07EA04 Bétaméthasone
A07EA05 Tixocortol
A07EA06 Budésonide
A07EA07 Béclométasone

### A07EB Antiallergiques, à l'exclusion des corticostéroïdes
A07EB01 Acide cromoglicique

### A07ECAcide aminosalicyliqueet agents apparentés
A07EC01 Sulfasalazine
A07EC02 Mésalazine
A07EC03 Olsalazine
A07EC04 Balsalazide

## A07F Micro-organismes antidiarrhéiques

### A07FA Micro-organismes antidiarrhéiques
A07FA01 Organismes producteurs d'acide lactique
A07FA02 Saccharomyces boulardii
A07FA51 Organismes producteurs d'acide lactique, associations
QA07FA90 Probiotiques

## A07X Autres antidiarrhéiques

### A07XA Autres antidiarrhéiques
A07XA01 Tannalbumine
A07XA02 Ceratonia
A07XA03 Dérivés du calcium
A07XA04 Racécadotril
A07XA51 Tannalbumine, associations
QA07XA90 Salycilate d'aluminium, basique
QA07XA91 Oxide de zinc
QA07XA99 Autres anti-diarrhéiques, associations